# Lucas Wilchez
Lucas Daniel Wilchez (La Plata, 31 agosto 1983) è un ex calciatore argentino, di ruolo centrocampista.
Durante il periodo di militanza nel Colo-Colo è stato soprannominato Peter Veneno, a causa della somiglianza con l'attore cileno Daniel Alcaíno che interpreta tale personaggio.

## Carriera

### Club
Nato a La Plata, Wilchez inizia la propria carriera nelle giovanili del Def. de Cambaceres, per poi aggregarsi all'Estudiantes (LP), squadra della propria città natale.
Dopo tre anni trascorsi in prestito nel San Martín (SJ) e nel Tigre, fa ritorno nelle file dell'Estudiantes.
Nel luglio del 2012 passa in prestito al Real Saragozza.
Il 13 luglio 2013 viene ufficializzato il suo ritorno al Tigre.

## Palmarès

### Club

#### Competizioni nazionali
- Primera B Nacional: 1

Arsenal: 2018-2019